# Big Point
Big Point es un lugar designado por el censo del Condado de Jackson, Misisipi, Estados Unidos. Según el censo de 2000 tenía una población de 115 habitantes y una densidad de población de 403.7 hab/km².

## Demografía
Según el censo de 2000, había 115 personas, 41 hogares y 38 familias residiendo en la localidad. La densidad de población era de 403,7 hab./km². Había 42 viviendas con una densidad media de 147,4 viviendas/km². El 99,13% de los habitantes eran blancos y el 0,87% pertenecía a dos o más razas. 
Según el censo, de los 41 hogares en el 41,5% había menores de 18 años, el 85,4% pertenecía a parejas casadas, el 9,8% tenía a una mujer como cabeza de familia, y el 4,9% no eran familias. El 4,9% de los hogares estaba compuesto por un único individuo, y el 0,0% pertenecía a alguien mayor de 65 años viviendo solo. El tamaño promedio de los hogares era de 2,80 personas y el de las familias de 2,90.
La población estaba distribuida en un 25,2% de habitantes menores de 18 años, un 9,6% entre 18 y 24 años, un 30,4% de 25 a 44, un 21,7% de 45 a 64, y un 13,0% de 65 años o mayores. La media de edad era 38 años. Por cada 100 mujeres había 76,9 hombres. Por cada 100 mujeres de 18 años o más, había 75,5 hombres.

## Geografía
Según la Oficina del Censo de los Estados Unidos, la localidad tiene un área total de 0,3 km², todos ellos correspondientes a tierra firme.